# Borolia substituta
Borolia substituta är en fjärilsart som beskrevs av Hans Daniel Johan Wallengren 1875. Borolia substituta ingår i släktet Borolia och familjen nattflyn. Inga underarter finns listade i Catalogue of Life.